# Thamnophilus subfasciatus
A Thamnophilus subfasciatus a madarak osztályának verébalakúak (Passeriformes) rendjébe és a hangyászmadárfélék (Thamnophilidae) családjába tartozó faj.

## Rendszerezése
A fajt Philip Lutley Sclater és Osbert Salvin írták le 1876-ban. Sorolják a rőtsapkás hangyászgébics (Thamnophilus ruficapillus) alfajaként Thamnophilus ruficapillus subfasciatus néven. A Thamnophilus ruficapillus-ról való leválasztását a szervezetek többsége, még nem fogadta el.

## Előfordulása
Dél-Amerika északi részén, Bolívia és Peru területén honos. Természetes élőhelyei a szubtrópusi vagy trópusi hegyi esőerdők és cserjések, valamint másodlagos erdők. Állandó, nem vonuló faj.

## Természetvédelmi helyzete
Az elterjedési területe nagyon nagy, egyedszáma ugyan csökken, de még nem éri el a kritikus szintet. A Természetvédelmi Világszövetség Vörös listáján nem fenyegetett fajként szerepel.